# Парламентские выборы в Сальвадоре (1964)
Парламентские выборы в Сальвадоре проходили 8 марта 1964 года. В результате победила Национальная коалиционная партия, получившая 32 из 52 мест Законодательного собрания.

## Результаты
| Партия                             | Голоса  | %    | Места | +/- |
| ---------------------------------- | ------- | ---- | ----- | --- |
| Национальная коалиционная партия   | 176 620 | 58,6 | 32    | -22 |
| Христианско-демократическая партия | 77 315  | 26,1 | 14    | +14 |
| Партия национального действия      | 45 499  | 15,3 | 6     | +6  |
| Недействительных/пустых бюллетеней |         | -    | -     | -   |
| Всего                              | 269 434 | 100  | 52    | -2  |
| Источник: Nohlen                   |         |      |       |     |